# Margaret Leischner
Margarete Leischner (15 d'abril de 1907, a Bischofswerda, Saxònia, com a Frida Margarete Leischner - 18 de maig de 1970, a Maplehurst, West Sussex, Regne Unit) va ser una dissenyadora tèxtil i educadora britànico-alemanya. Antiga estudiant de la Bauhaus, el 1969 va ser nomenada Royal Designer for Industry (RDI), la màxima distinció del sector al Regne Unit.

## Alemanya

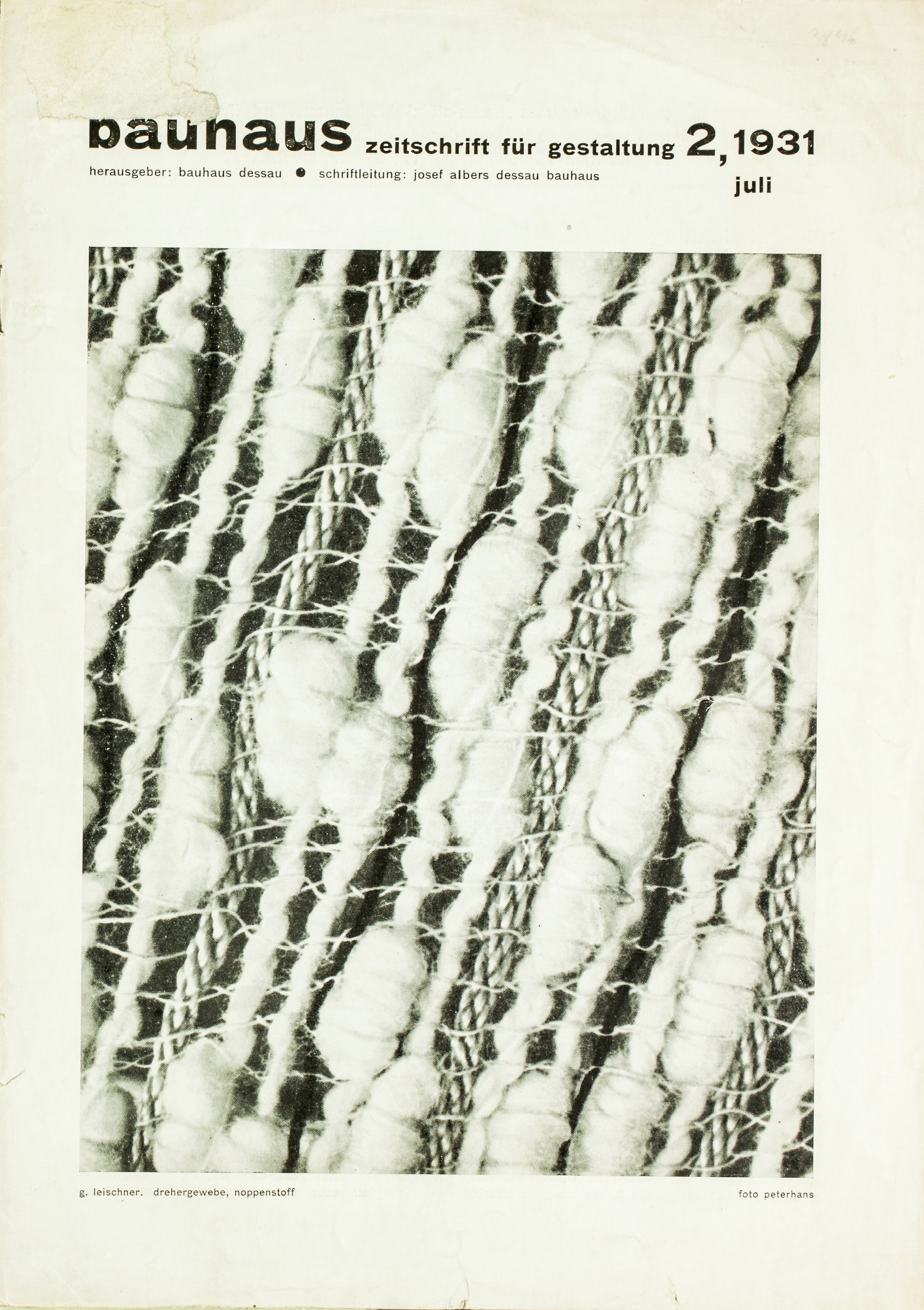
Portada de la Bauhaus: Zeitschrift für Gestaltung el juliol de 1931, amb el treball tèxtil de Leischner

Margarete Leischner era filla de Felix Arthur i Anna Frieda Leischner, i va créixer a Dresden.
Es va matricular a la Bauhaus de Dessau el semestre d'hivern de 1927/1928 i va completar el curs preliminar amb Josef Albers. Després d'aprovar l'examen d'oficial, Leischner es va convertir en assistent de Gunta Stölzl el 1930 i va dirigir el departament de tint. L'any següent es va convertir en dissenyadora freelance a la Deutsche Werkstätten Hellerau, a Dresden. A més, Leischner va ser cap del departament de teixit de l'Escola Tèxtil i de Moda de la ciutat de Berlín (ara HTW Berlin). Va ser membre de la Deutscher Werkbund, i després de 1933 es va unir a la Reichskunstkammer, la Cambra de Belles Arts del Reich, per continuar treballant com a dissenyadora.

## Anglaterra
El 1938, Leischner va emigrar a Anglaterra, on aviat es va fer dir Margaret Leischner; es va establir a la zona de Manchester, el centre de la indústria tèxtil del Regne Unit. Va treballar per a Team Valley Weaving Industries, a Gateshead. Després de l'esclat de la Segona Guerra Mundial, inicialment va poder evitar la reclusió, però més tard va ser internada a l'illa de Man, al Camp de Rushen i Port Erin, de l'abril de 1940 a l'agost de 1942.
Després del seu alliberament, va continuar treballant per a la indústria tèxtil britànica. Va mantenir contactes intensius amb l'emigrada també alumna de la Bauhäus Lucia Moholy, així com amb Heinz Loew i se sap que més tard va estar en comunicació epistolar amb Walter Gropius i Joost Schmidt.
La seva obra es va incloure en la influent exposició de 1946 Britain Can Make It, al Victoria and Albert Museum de Londres, organitzada pel Council of Industrial Design.
Leischner va dissenyar nous fils i teixits per a diverses empreses, que van incloure proves i experimentació amb nous materials. El 1948, tres anys després d'acabar la guerra, va ser nomenada professora al Royal College of Art de Londres, on va impartir la classe de teixit, i va ocupar el càrrec de cap del departament de teixit fins al 1963. Durant aquest temps va desenvolupar interiors d'avions per a BOAC, així com tapisseries per a mobles i seients de cotxe. L'any 1955, Leischner va ser activa a l'Índia com a consultora, donant suport principalment a l'establiment de fàbriques de teixits manuals al Caixmir. El 1959 va dissenyar una sèrie de revestiments de sòls fets de fibres de sisal sota la marca Tintawn Carpets per a l'empresa Irish Ropes, que va incloure el nom i la fotografia de Leischner als seus anuncis i fulletons.
Leischner va ser admesa com a membre de la Society of Industrial Artists el 1952 i va ser membre fundadora del Textile Group. El 1963 va acabar la seva carrera docent a Londres, convertint-se en membre honorària del Royal College of Art, i va continuar com a membre del comitè de beques de disseny del Textile Council.
La seva alumna Eileen Ellis la va succeir a Irish Ropes/Tintawn Carpets el 1967, ja que Leischner ja estava malalta. La Royal Society of Arts la va honorar introduint-la com a Royal Designer for Industry (RDI) el 1969.